# Pallenopsis macneilli
Pallenopsis macneilli is een zeespin uit de familie Pallenopsidae. De soort behoort tot het geslacht Pallenopsis. Pallenopsis macneilli werd in 1963 voor het eerst wetenschappelijk beschreven door Clark. 